# Brian Clifford
Brian Clifford  (Manhattan, Nueva York, 30 de septiembre de 1970)  es un exjugador de baloncesto estadounidense. Con 2.02 de estatura, jugaba en la posición de ala-pívot. También poseía la nacionalidad irlandesa.

## Equipos
- High School. Long Island Lutheran (Woodside, New York).
- Universidad de Niagara (1990-1993)
- Spirou Charleroi  (1993-1994)
- CB Gran Canaria (1994-1995)
- Seixal Continente (1995-1996)
- CB Gran Canaria (1996-2000)
- Lucentum Alicante (2000-2001)
- Valencia Basket (2001-2002)
- Tampereen Pyrintö (2003-2004)
- Tigers Tübingen (2004-2005)